# Grus virgo
La grulla damisela (Anthropoides virgo) es una especie de ave gruiforme de la familia Gruidae. Su área de distribución comprende Asia central (zona de cría), África subsahariana y el sur de Asia (áreas de invernada). También hay pequeñas poblaciones en Chipre y Turquía. En España anidó hasta principios del siglo XX en zonas del oeste y sur de la península ibérica.

## Descripción

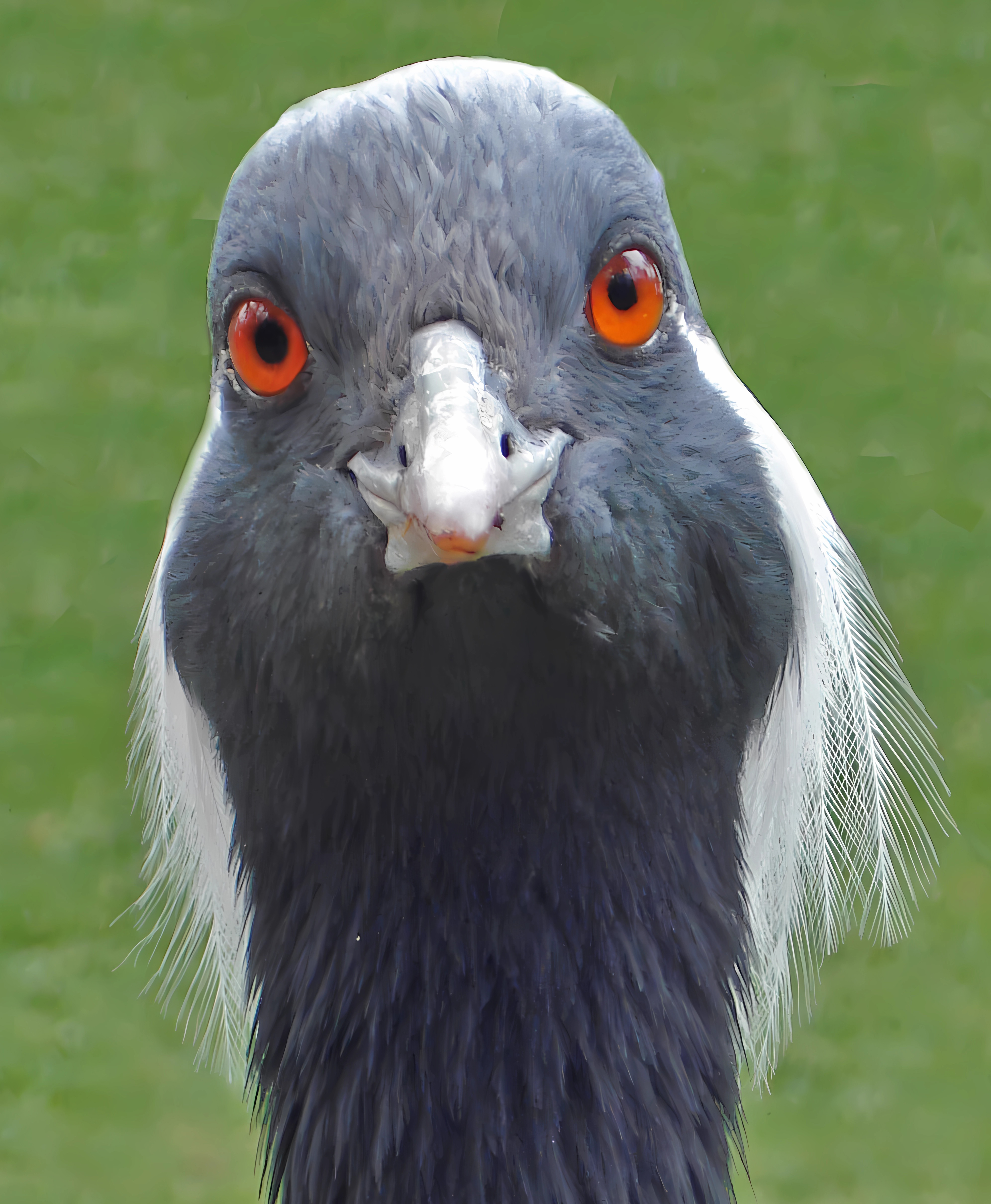
Retrato

La grulla damisela mide entre 85 y 100 cm de longitud y entre 1.55 y 1.80 m de envergadura. Las alas y el cuerpo están cubiertas de un plumaje gris. El cuello y la cara son negros, y la parte trasera de la cabeza está coronada por una serie de plumas blancas y finas. El pecho tiene plumas largas y negras. Los ojos son rojos. El pico y las patas son más cortos que en otras grullas debido a su alimentación. 
Los polluelos tienen el plumaje gris, a excepción de la parte superior de la cabeza, que es de color marrón. Los ejemplares jóvenes tienen la coloración de los adultos, aunque la cabeza es gris.

## Biología y comportamiento

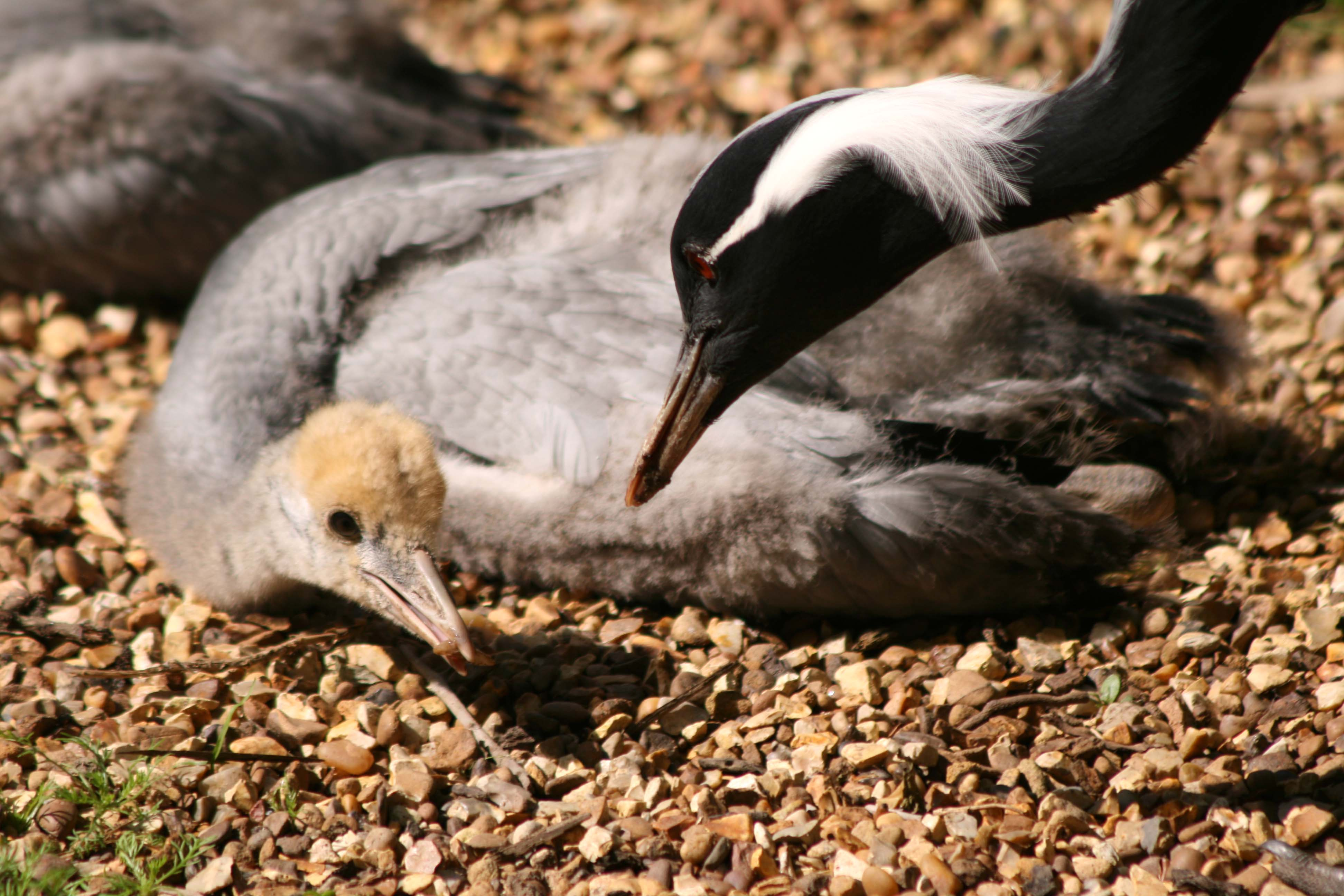
Grulla damisela adulta y su cría

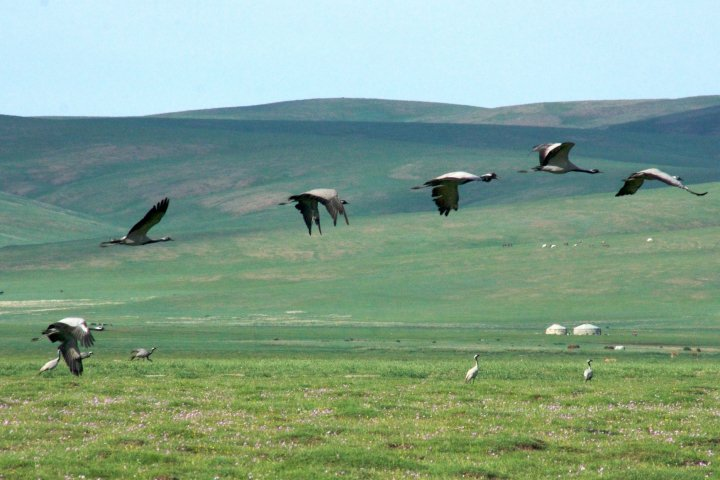
Grupo de grullas damiselas emprendiendo el vuelo.

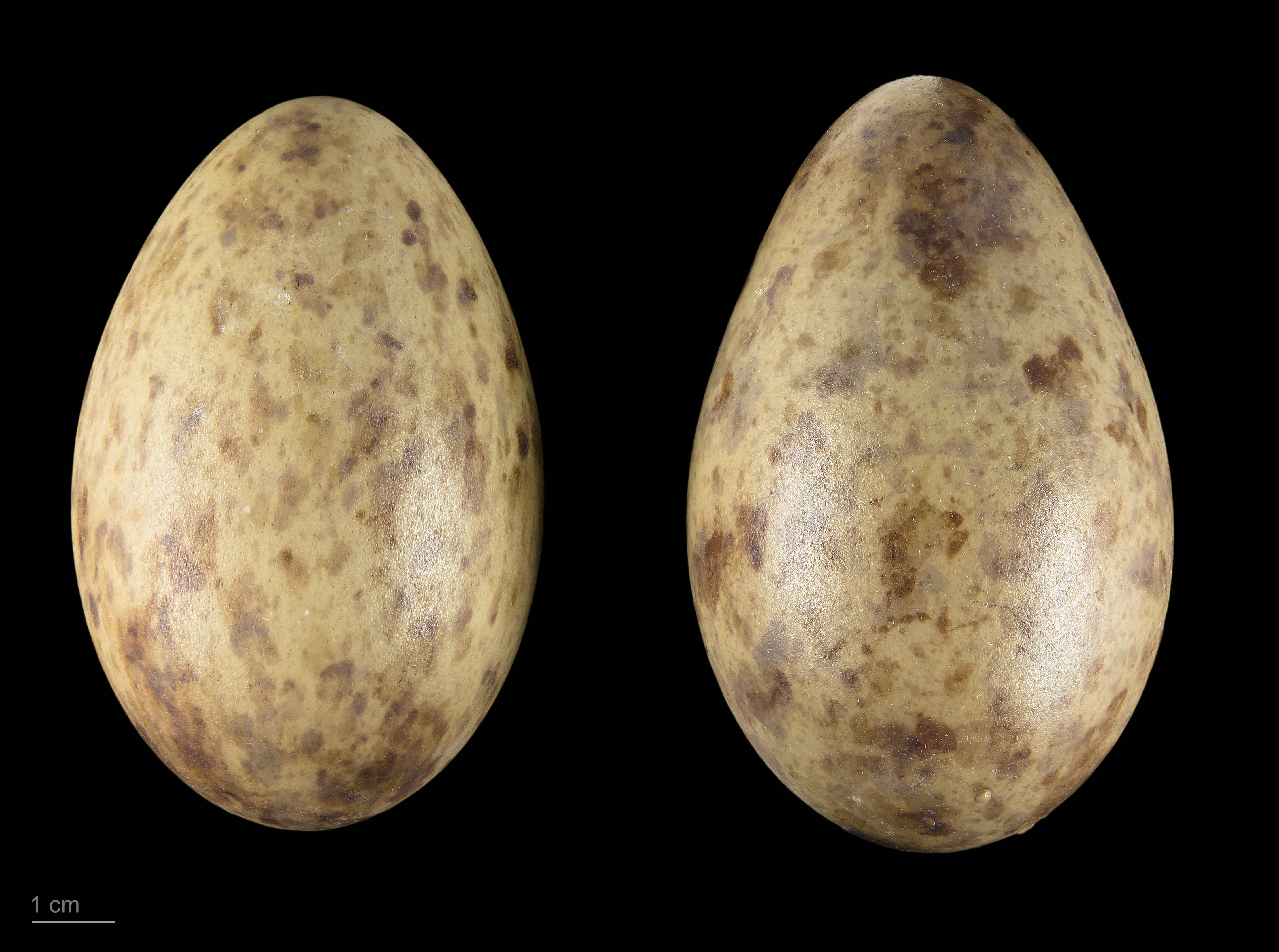
Grus virgo - MHNT

La grulla damisela habita en zonas esteparias, cercanas a zonas húmedas. Durante la época de apareamiento prefiere los hábitats húmedos, mientras que en las zonas de invernada vive en ambientes más secos. Se alimenta de materia vegetal, lombrices, insectos, caracoles, lagartos, ranas, pequeños mamíferos y polluelos de otras aves. En ocasiones se las ve buscando alimento y refugio cerca de asentamientos humanos
Esta especie migra desde el área de cría, en las praderas centroasiáticas, hasta la zona de invernada, en África o la India entre agosto y septiembre. Suelen viajar en grupos grandes, de unos 400 individuos. Durante el viaje muchas mueren de fatiga, hambre o depredación. En las zonas de invernada se congregan en grandes grupos, de hasta 20000 individuos, en ocasiones junto a la grulla común. Entre marzo y abril, las grullas emprenden su viaje de regreso a las zonas de cría.
En la época de apareamiento, el macho y la hembra realizan danzas y llamadas de cortejo, aunque las danzas se distinguen por componerse de menos saltos, y las llamadas son más agudas e intensas que en otras grullas. Tras el apareamiento, la hembra pone 1 o 2 huevos, que son incubados durante 1 mes. Tras nacer, los polluelos permanecen junto a los progenitores hasta que son independientes, a los 65 días de nacer como máximo.

## Distribución

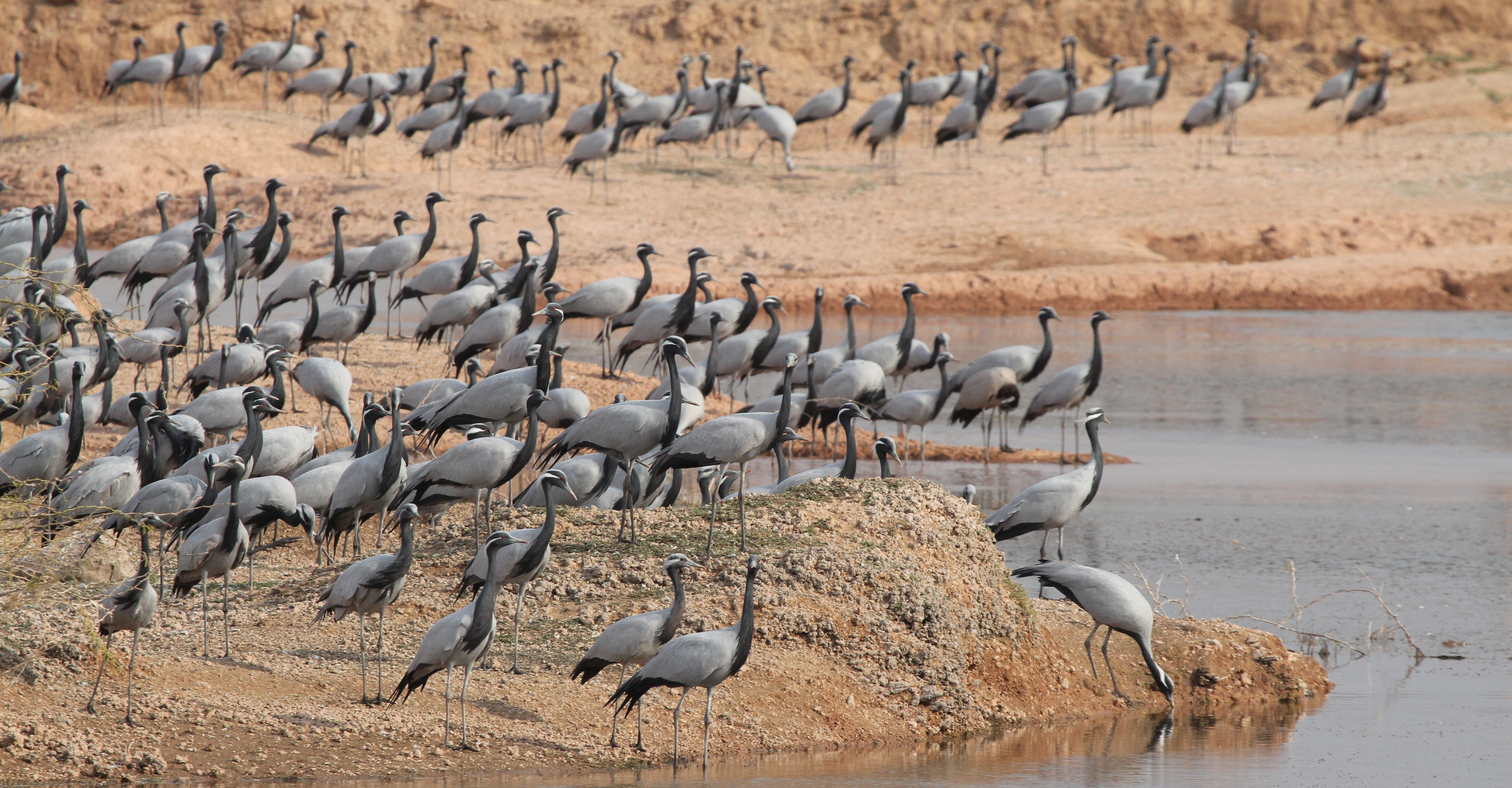
Grullas damisela (Kichan, Rayastán, India)

En la actualidad se distribuye desde el sur de Siberia hasta el valle del Nilo y la India y desde el mar Negro hasta China. Sin embargo, hasta principios del siglo XX existían poblaciones reproductoras tanto en la península ibérica como en la cordillera del Atlas.

## Relación con el hombre
La grulla damisela constituye parte de la cultura de Pakistán y el norte de India. Es llamada koonj, y aparece en la poesía y literatura de la región como símbolo de fidelidad matrimonial. La formación en vuelo de la grulla fue adoptada por el ejército en la Antigua India.

### Conservación
La UICN considera a la grulla damisela como especie de preocupación menor. La población se sitúa entre los 200000 y los 240000 ejemplares. Es vulnerable a la caza furtiva, así como a la degradación de su hábitat. 